# Tau8 Serpentis
Tau8  Serpentis (τ8  Serpentis, förkortat Tau8  Ser, τ8  Ser) som är stjärnans Bayerbeteckning, är en ensam stjärna belägen i den mellersta delen av stjärnbilden Ormen, i den del som representerar ”ormens huvud” (Serpens Caput). Den har en skenbar magnitud på 6,14 och är svagt synlig för blotta ögat där ljusföroreningar ej förekommer. Baserat på parallaxmätning inom Hipparcosuppdraget på ca 10,2 mas, beräknas den befinna sig på ett avstånd på ca 320 ljusår (ca 20 parsek) från solen.

## Egenskaper
Tau8  Serpentis är en blå till vit stjärna i huvudserien av spektralklass A0 V. Den har en radie som är omkring dubbelt så stor som solens och utsänder från dess fotosfär ca 44 gånger mera energi än solen vid en effektiv temperatur på ca 9 500 K.
Även om Tau8  Serpentis 1985 med speckelinterferometri observerades som en dubbelstjärna, visar efterföljande observationer inget tecken på en sådan och detekteringen verkar ha varit falsk.